# Farro
Pour les articles homonymes, voir Farro (homonymie).

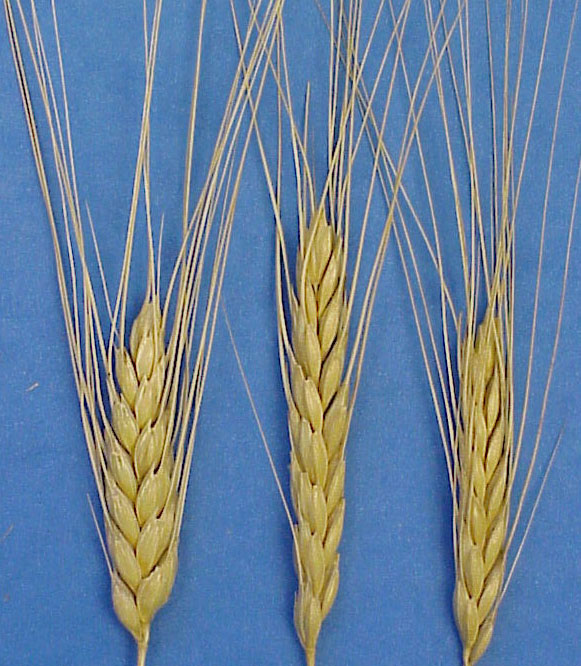
Triticum dicoccum, le blé amidonnier, produit ce qu'on appelle parfois le « vrai » farro.

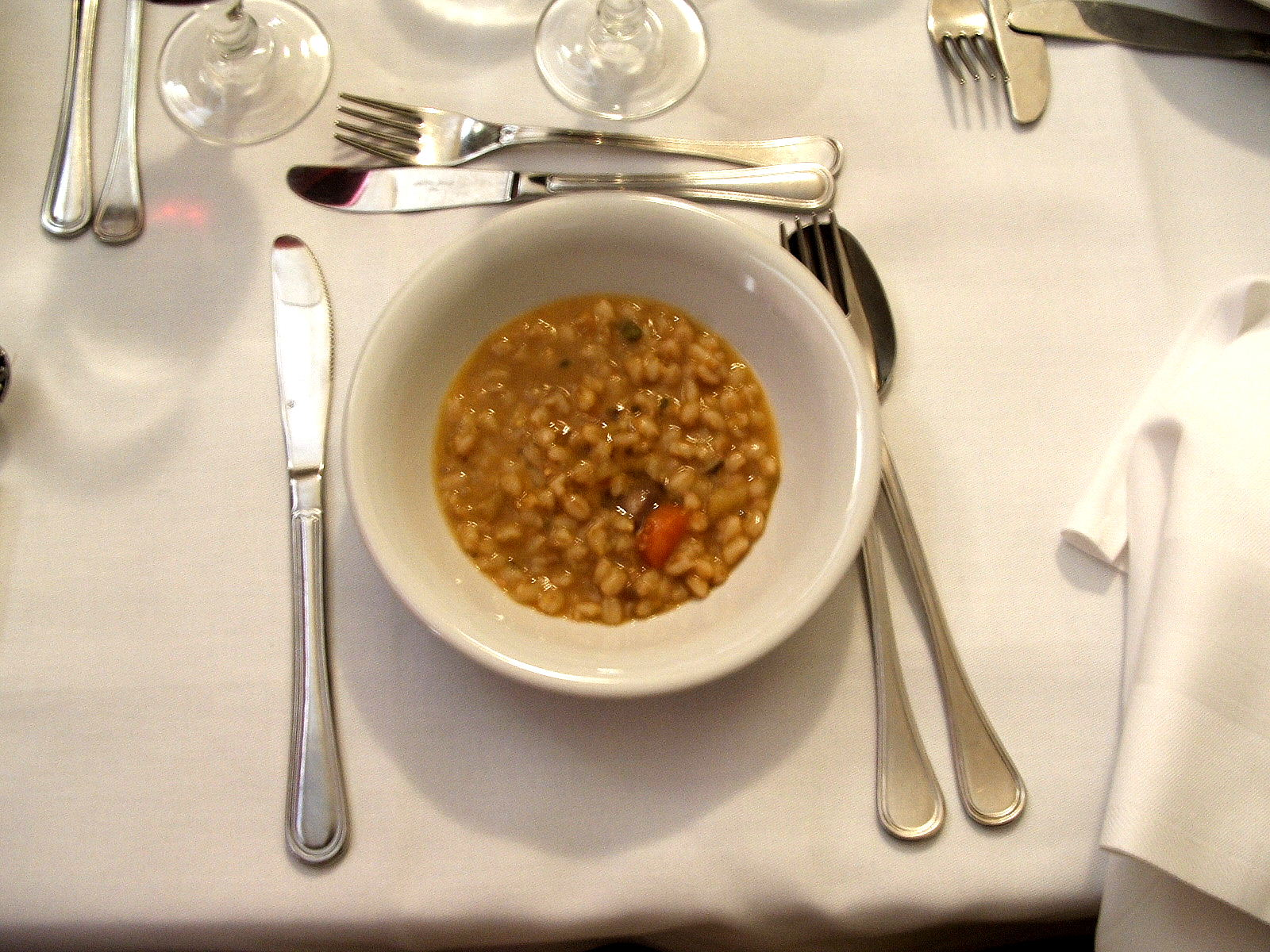
Soupe de farro de Toscane.

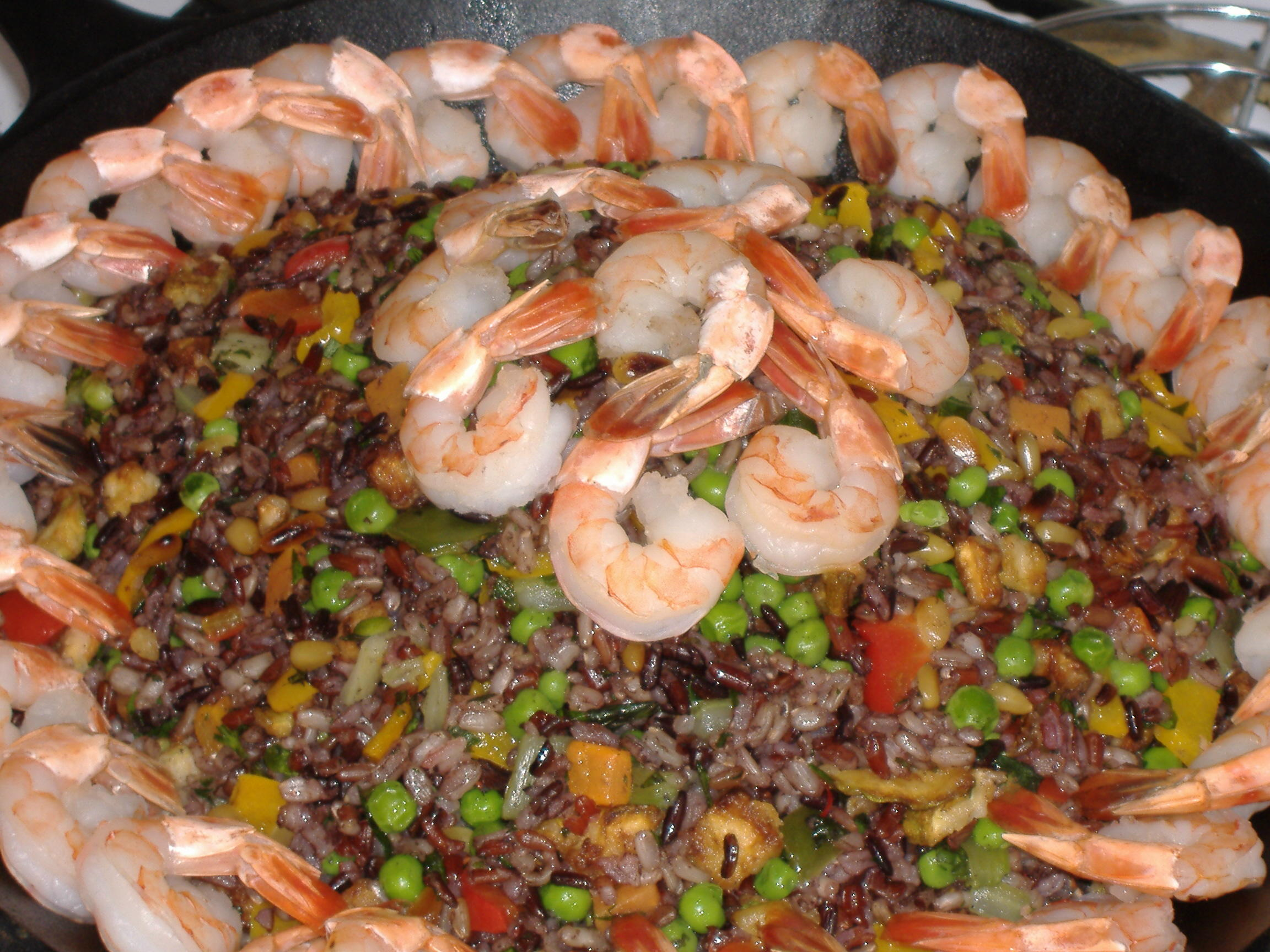
Crevettes et salade de farro.

Le farro est un aliment d'origine italienne, composé de grains de certaines espèces de blé, vendus séchés après une cuisson les rendant tendres, mais encore croquants (il est parfois recommandé de les faire tremper au préalable pendant une nuit). Le farro peut être consommé nature, mais il est souvent utilisé comme ingrédient dans des plats tels que salades et soupes.

## Définition
Farro est un terme ethnobotanique, dérivé du latin italien, désignant un groupe de trois espèces de blé : l'épeautre (Triticum Spelta), l'amidonnier (Triticum dicoccum) et l'engrain, ou petit épeautre (Triticum monococcum), qui sont des types de « blés vêtus » (blés qui ne peuvent pas être battus). 
Dans la cuisine italienne, on distingue parfois (mais pas toujours) trois types de farro : farro grande, farro medio et farro piccolo, respectivement grand, moyen et petit farro.
La confusion s'explique par l'histoire difficile de la taxonomie du blé et par l'usage familier régional,  dialectal, du terme pour désigner des espèces de blé spécifiques ; par exemple, l'amidonnier cultivé dans la région de Garfagnana en Toscane est appelé farro, et a reçu sous ce nom une appellation IGP (Indication géographique protégée), qui garantit par la loi son origine géographique.
Des trois variétés de farro, l'amidonnier est de loin la plus souvent cultivé en Italie, dans certaines régions de montagne de Toscane et des Abruzzes. Il est également considéré comme de meilleure qualité pour la cuisson que les deux autres grains et est parfois appelée « vrai farro » .
Le farro est parfois défini comme étant l'épeautre (dinkel en allemand), et nettement différencié tant de l'amidonnier que de l'engrain.
Les différences régionales dans ce qui est cultivé localement et consommé sous le nom de farro, ainsi que les similitudes entre les trois céréales, peuvent expliquer la confusion. L'orge et le farro peuvent être utilisés de manière interchangeable en raison de leurs caractéristiques similaires. L'épeautre est beaucoup plus communément cultivé en Allemagne et en Suisse et est consommé et utilisé en gros de la même façon, et pourrait donc être appelé farro. Il en est de même de l'épeautre en France (chez lequel, comme pour le farro en Italie, on distingue le « petit », le « moyen » et le « grand » épeautre). Le blé tendre (Triticum aestivum) peut également être préparé et consommé en grains entiers à la manière du farro, forme sous laquelle il est souvent désigné dans les pays anglophones sous le nom de wheatberry et en France sous le nom de blé précuit.
La variété amidonnier de farro est souvent confondue avec l'épeautre, bien qu'il s'agisse d'une espèce entièrement différente.

## Étymologie
Le mot italien « farro » est dérivé du mot latin présumé farrum, du latin standard far, farris n. : « sorte de blé ». « Far »  à son tour, est dérivé de la racine indo-européenne *bʰar-es- : « épeautre », qui a également donné lieu au mot anglais barley (orge), à l'albanais bar (herbe), au vieux-slave  брашьно (brašĭno) (farine), et au grec Φήρον (Phḗron) (divinité des plantes).

## Tailles
Les trois espèces sont parfois connues sous les noms de farro piccolo, farro medio et farro grande, qui sont, respectivement, l'engrain, l'amidonnier et l'épeautre.
Alors que ces noms reflètent la différence générale de taille entre les grains de ces trois espèces, chacune d'elles présente des variétés traditionnelles dont les grains sont plus grands ou plus petits que la taille moyenne, et qui chevauchent la gamme de taille des autres espèces.